# Знание (журнал)
Знание — научный, критико-библиографический ежемесячный журнал, издавался в Санкт-Петербурге, с октября 1870 года по апрель 1877 года.
Журнал знакомил читателей с результатами всех отраслей положительной науки, в общедоступном изложении. С 1873 года программа была расширена включением отделов политико-экономического и юридического. 
Издателями журнала были: П. А. Хлебников, Д. А. Коропчевский и И. А. Гольдсмит. Они же редактировали журнал. Также редакторами были: А. П. Бородин и С. П. Глазенап.
Сотрудниками журнала были Ю. Янсон, Ю. Жуковский, И. Лучицкий, М. Драгоманов, В. Майнов, Ф. Бредихин, Н. Гезехус, П. Каптерев, М. Венюков, П. Хлебников и др. 
Из переводных статей в журнале были напечатаны работы Дарвина «Происхождение человека и половой подбор», Спенсера «Изучение социологии» и др., Мэна «Древнее Ирландское право», Гельмгольца, Дж. Леббока, К. Фогта, А. Бэна, Дж. Тиндаля и др.
За время своего существования журнал получил три предостережения: 17 августа 1874 года за статьи: «Теория развития в биологии» и «Умопомешательство и преступление»; 3 ноября 1874 года за статью В. Майнова: «Условия возможности развития культуры»; 26 июня 1875 года, с приостановлением журнала на 6 месяцев, за статьи: «Наука и Метафизика», «Теория развития в применении к языку» и «Физиологическое объяснение некоторых явлений спиритизма». 

## Источник
- Знание, журнал // Энциклопедический словарь Брокгауза и Ефрона : в 86 т. (82 т. и 4 доп.). — СПб., 1890—1907.